# Thys Risselada

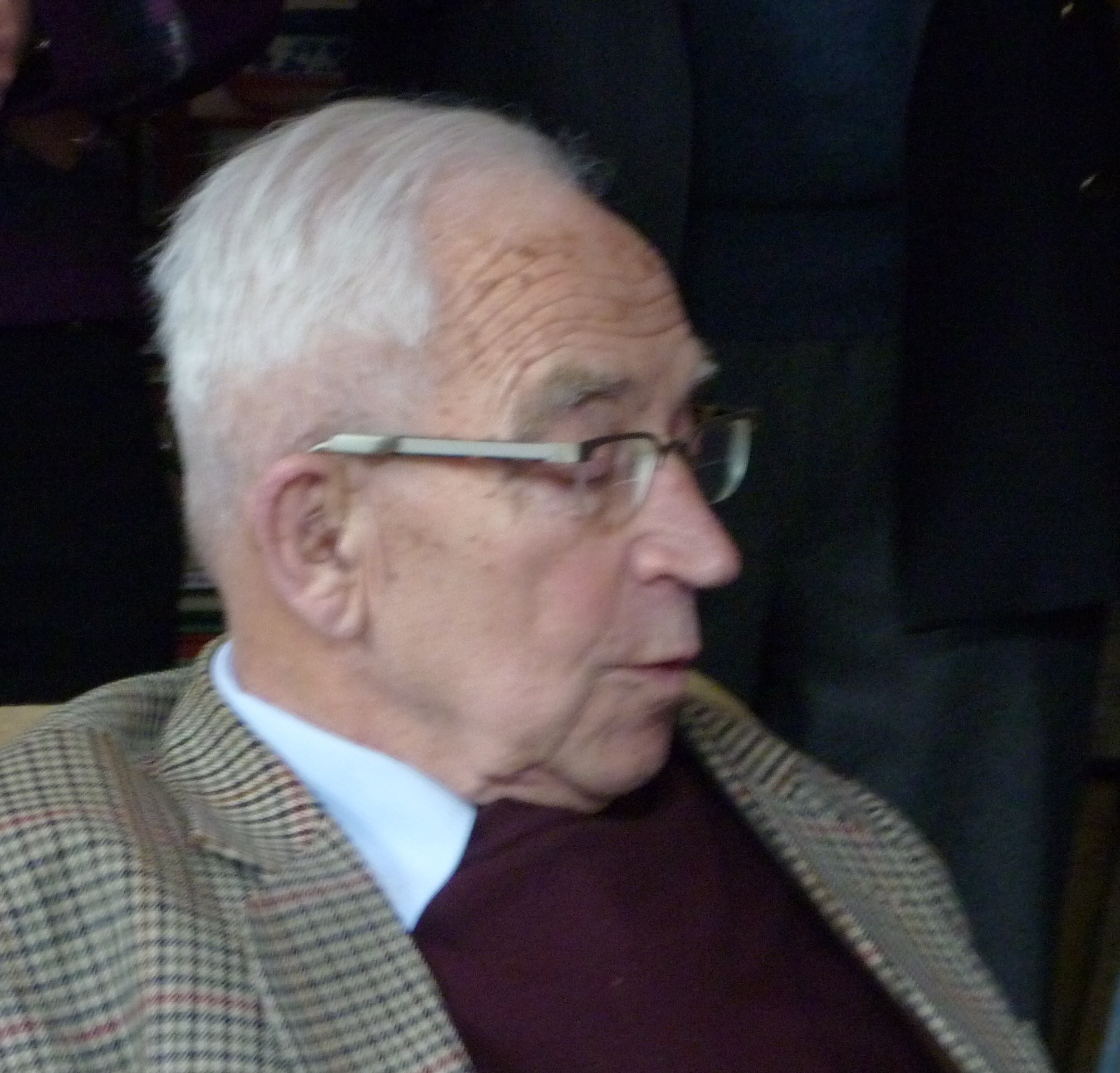

Ir Thys Fedde Risselada (Nijmegen, 8 februari 1919 - Den Haag, 14 november 2014) was verzetsman en Engelandvaarder tijdens de Tweede Wereldoorlog. 

## Oorlogsjaren
Toen de oorlog uitbrak, studeerde Risselada aan de Technische Hogeschool Delft onder meer met Marinus Vader en met Henk Deinum, die iets ouder was omdat hij al in militaire dienst was geweest.
In 1941 bedacht Deinum al dat een radiotelegrafische verbinding tussen bezet Nederland en de regering in Londen van groot belang zou zijn. Nadat hij dit besproken had met Marinus Vader, werd aan adelborst Hans van der Stok een bericht meegegeven toen deze via "route Zwaantje" (Delfzijl-Zweden) naar Londen ging.
Omdat ze niet zeker wisten of dat bericht zijn doel zou bereiken, zouden Deinum en Risselada met een kano naar Engeland varen. Risselada was toen net afgestudeerd. Ter oefening werd in 1942 eerst een zeilvakantie gehouden. De overtocht werd geannuleerd omdat Risselada een krakpeesschede-ontsteking in zijn pols had en niet kon peddelen. Risselada zond via Aad A. de Roode een bericht naar de Centrale Inlichtingendienst (CID) in Engeland dat ze niet zouden komen. In augustus hoorden zij dat het bericht in Londen was aangekomen, zodat de overtocht niet meer nodig was.
Nadat de Groep Packard was opgericht werd Risselada verantwoordelijk voor het opzetten van de meteo groepen. Hij werkte bovendien voor het Nationaal Comité van Verzet. In 1942 studeerden Risselada en Tjeenk Willink af. Die zomer gingen ze regelmatig in Friesland zeilen om wat ervaring op te doen. In februari 1943 ging hij werken op het Kamerlingh Onnes Laboratorium bij professor dr Marc de Haas. Na enige tijd zei De Haas dat hij een goede baan voor Risselada had bij de firma Cellistiek in Parijs, waar onderzoek werd gedaan, maar gericht op activiteiten na de oorlog. Dit sprak Risselada niet zo aan.
In januari 1943 wilde Risselada nogmaals proberen naar Engeland te gaan. Behalve Anton Tjeenk Willink zouden ook Ard Wolters en Cor Franke meegaan, zij waren beiden van de Zeevaartschool. Zij wisten toevallig dat er een door de Duitsers in beslag genomen sloep in de haven van Terneuzen lag waarmee ze naar Engeland zouden kunnen gaan. Hun voorstel was om dat bootje op een middag gewoon mee te nemen, dan zouden ze tegen donker bij Vlissingen aankomen om Risselada en Tjeenk Willink af te halen en dan konden ze in het donker de zee opvaren. Ir E J Tijen, een oom van Wolters, zou hun microfilmpjes meegeven met informatie over de Duitse verdedigingswerken rondom Amsterdam. Op een mooie donkere avond vertrokken ze vanuit Terneuzen maar bij Vlissingen liep hun bootje op een zandbank. Het was hoog tij dus er was geen verwachting dat ze nog los zouden komen. Het was bovendien winter, dus zwemmen was ook geen optie. Ze werden gered door een passerend schip, die hen naar wal bracht. Franke ging zijns weegs maar de anderen werden aangehouden, ondervraagd en tot hun verbazing weer vrij gelaten. Hun sloep kwam met vloed weer los en spoelde bij Borssele aan land. Ard Wolters werd door Anton van der Waals verraden en op 10 maart opgepakt. Hij eindigde in Sachsenhausen en overleefde de oorlog. Tjeenk Willink werd door toeval aangehouden en na een verblijf van tien dagen in het Oranjehotel weer losgelaten.

## Na de oorlog
Risselada ging na de oorlog werken voor de POD, de Politieke Opsporings Dienst. Dat wroeten in het verleden hield hij twee jaar vol, daarna werkte hij tot zijn pensioen voor Shell in Californië, waar hij met de Amerikaanse Rosalie Whipple Harrold trouwde, in Frankrijk en in Engeland. Hij woonde daarna in Den Haag.

## Onderscheiden
- 1993: Instituutserepenning KIVI NIRIA